# Залізничний транспорт Росії
Залізничний транспорт Росії — одна з найбільших залізничних мереж у світі. Експлуатаційна протяжність мережі залізниць загального користування становить 85,3 тис. км, електрифіковано 43,4 тис. км (станом на кінець 2013 року). Загальна протяжність залізничних колій становить 121 тис. км. Росія має за цим показником 3-є місце в світі, поступаючись лише США (194,7 тис. км) та Китаю (загальна протяжність залізниць до грудня 2013 року в Піднебесній перевищила 100 тис. км, причому з них понад 10 тис. км обслуговують високошвидкісні поїзди).
Характерною особливістю залізничного транспорту в Росії є висока частка електрифікованих доріг. За протяжністю електрифікованих доріг Росія займає 1-е місце в світі (2-е місце — Китай — 36,0 тис. км)..

## Історія

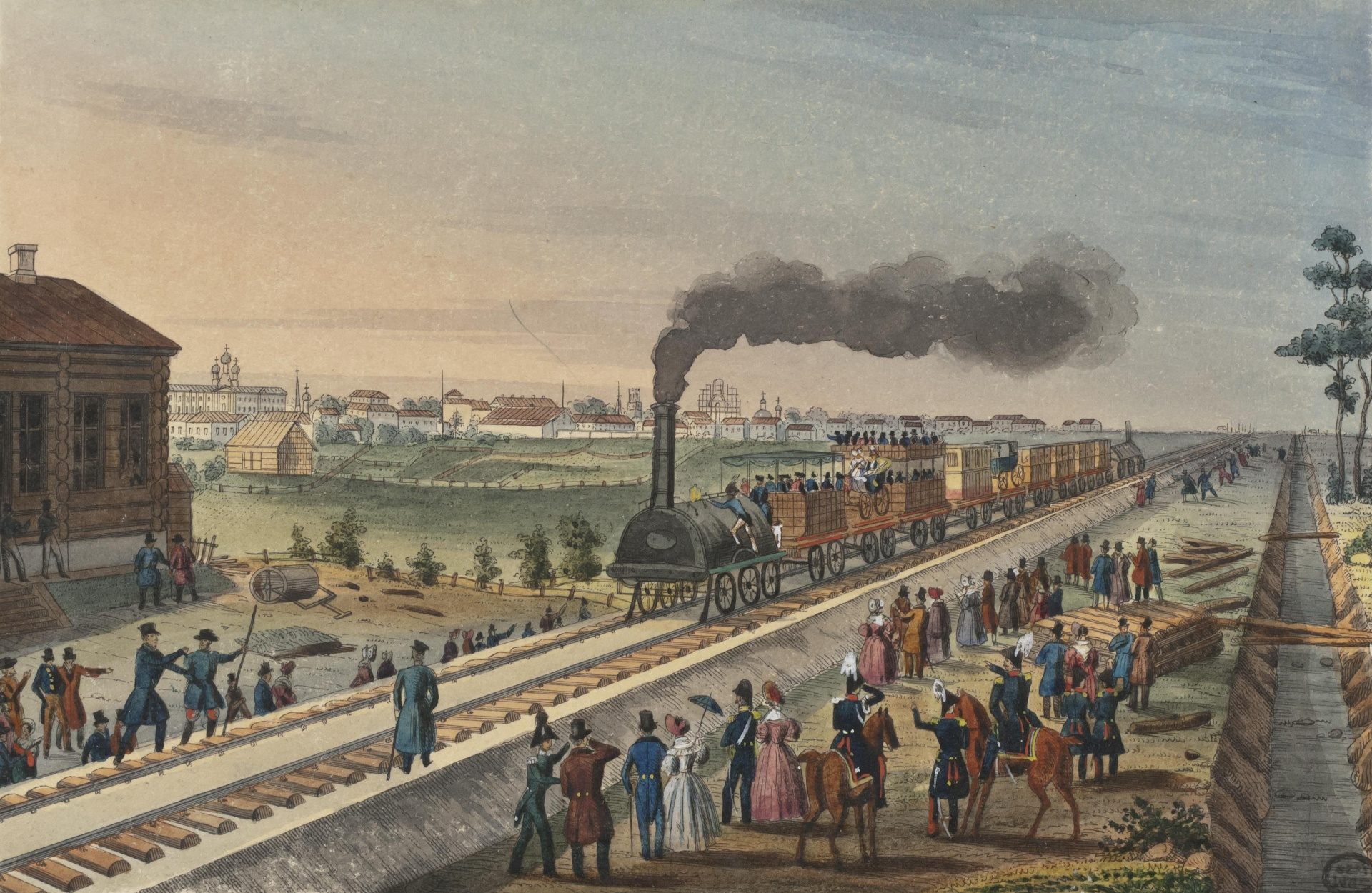
Царськосільська залізниця

### Залізниці Російської імперії

#### Зародження залізниць
Російський уряд перейнявся питанням прокладання залізниці на початку XIX століття. Базою для цього напряму став Департамент водних комунікацій, створений в 1798 році за затвердженим імператором Павлом I проектом. Організацію очолив М. П. Румянцев. Департамент на чолі з Румянцевим діяв успішно, активно розвивався і у 1809 році розширив свої повноваження та був перейменований в Управління водяними та сухопутними комунікаціями. На базі, побудованій Румянцевим, у тому ж 1809 році був створений військовий Інститут корпусу шляхів сполучення.
У 1830 році з'явилася стаття М. П. Щеглова, в якій зазначалося, що питання створення мережі залізниць «має головне значення для економічного розвитку Росії». Проте були й інші думки: М. Г. Дестрем писав у 1831 році: «Я довів всі вигоди судноплавних каналів … і переконав, що вигоди каналів перед чавунними дорогами мають в Росії найбільший ступінь переваги».

#### Перша залізниця

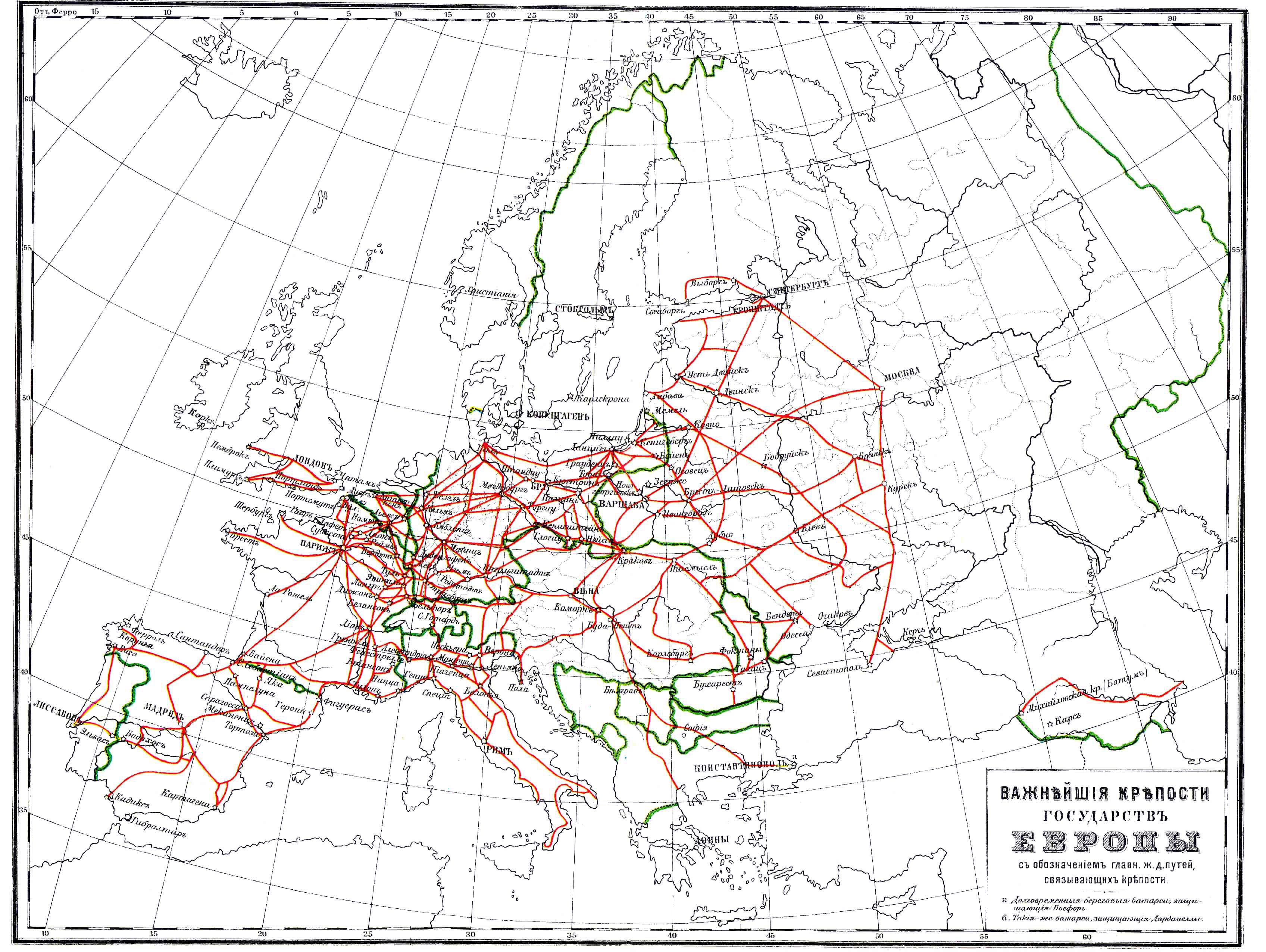
Мережа європейських залізниць наприкінці ХІХ — початку ХХ століття

Історія залізниць в Росії починається з 1830-х років. У 1834 році на запрошення гірського відомства в Росії прибув австрійський інженер Франц фон Герстнер, який вніс імператору Миколі I пропозицію про будівництво залізничної лінії. У 1835 році родич імператора граф Олексій Бобринський створює акціонерне товариство, метою якого було фінансування будівництва залізниць. У 1836 році імператор оприлюднив указ про спорудження Царськосільської залізниці. За кілька місяців була зведена пускова ділянка від Великого Кузьміна до Павловська, на якому до кінця року було запущено рух, а офіційне відкриття залізниці відбулося наприкінці 1837 року.
Офіційне урочисте відкриття першої в Росії залізниці загального користування: Санкт-Петербург — Царське село відбулося 30 жовтня за старим стилем (11 листопада — за новим) 1837 року. Машиністом першого потягу, що складався з паровоза «Проворний» та восьми вагонів став сам Герстнер. Члени Правління шляхів сполучення запросили на відкриття імператора Миколу I та інших почесних гостей. Пасажири зайняли свої місця, і о 14:30 поїзд відійшов від перону. Через 35 хвилин під гучні оплески зустрічальників-очевидців та крики «Ура!» перший російський потяг прибув на станцію Царське село. Поїздка від Петербурга до Царського села зайняла 35 хвилин, а зворотня поїздка — 27 хвилин; максимальна швидкість потягу досягала 64 км/год, а середня становила 51 км/год.

#### Друга половина ХІХ— початок ХХ століття
Активне формування мережі залізниць Російської імперії відбувалося у 2-й половині XIX століття, що було обумовлено як потребами економіки, так і військовими інтересами держави (оскільки однією з головних причин поразки Росії в Кримській війні 1850-х років була відсутність мережі залізниць і, відповідно, можливість оперативно перекидати збройні сили по території країни). Побудовані в цей час залізниці були як казенними (Миколаївська, Московсько-Нижегородська, Петербурго-Варшавська), так і приватними (Рязано-Уральська). В цей ж час були створені всі існуючі нині вокзали великих міст. На початку XX століття була побудована найграндіозніша залізниця — Транссиб, що з'єднала європейську частину країни і Урал з Далеким Сходом. Ще одна стратегічна залізниця — Китайсько-Східна залізниця — була побудована на території сусіднього Китаю.

#### Залізниці в радянський період (1917–1991)
Після Жовтневого перевороту всі приватні залізниці були націоналізовані. Управління мережею залізниць було покладено на Наркомат шляхів сполучення, перетворений пізніше у Міністерство шляхів сполучення. З числа найбільших залізничних будівництв радянського періоду можна виділити Туркестано-Сибірську магістраль, Трансполярну магістраль, БАМ, «Малий БАМ». Окрім того, всі найбільші залізниці були зроблені двоколійними, багато з них (там, де було економічно доцільно) електрифікували.

### Залізниці в Росії в пострадянський період

#### 1992–2004
Правонаступником МШС СРСР у частині залізничної мережі, що знаходилася на території Росії, стало Міністерство шляхів сполучення РФ. Розпад СРСР, деградація економіки безпосереднім чином позначилися на залізницях Росії. У 1990-ті роки практично не будувалися нові залізниці, погіршився стан вокзалів, приміських потягів і поїздів далекого прямування. Усвідомлюючи соціальне значення збиткових пасажирських перевезень, МШС субсидіювало їх за рахунок вантажних. У той же час, лише наприкінці 1990-х — початку 2000-х років, на хвилі зростання добробуту населення МШС вжив заходів щодо підвищення доходів від пасажирських перевезень: було посилено контроль за безквитковим проїздом (огородження перонів, установка турнікетів), запущені приміські потяги-експрес підвищеної комфортності, розпочаті перевезення аероекспресами в аеропорти.
У ці роки МШС здійснювало також вкладення грошей у непрофільні проекти, такі як створення альтернативного оператора далекого зв'язку (уздовж Транссибу були прокладені оптичні лінії зв'язку), підтримка футбольного клубу «Локомотив», у тому числі будівництво нового стадіону на північному сході Москви.
У 2001 році Урядом РФ була затверджена Програма структурної реформи залізничного транспорту до 2010 року, яка передбачала на першому етапі (2001-2002 рр.) проведення робіт з розмежування видів діяльності та перетворення МШС у ВАТ «РЗ», на другому етапі (2003–2005 рр.) — створення АТ на базі самостійних видів діяльності, зростання конкуренції у вантажних перевезеннях, скорочення перехресного субсидування пасажирських перевезень, на третьому (2006-2010 рр.) — перехід більшої (60 %) частини вантажного парку у приватну власність, розвиток приватної власності на магістральні локомотиви, розвиток конкуренції на ринку вантажних перевезень, продаж акцій АТ, що здійснюють ремонт та обслуговування, приватним власникам, створення Федеральної пасажирської компанії, створення спільно з суб'єктами РФ приміських пасажирських компаній та їх виведення на беззбиткову діяльність.

#### 2004–2015
Наприкінці 2003 року в рамках програми з розділення регулюючих та господарюючих функцій МШС РФ всі основні активи останнього були передані у новостворене ВАТ «Російські залізниці». Саме МШС, проіснувавши ще нетривалий час, було скасоване, а персонал, що залишився, перейшов до Міністерства транспорту РФ. ВАТ «РЗ», що належить на 100% Російської Федерації, та його дочірні товариства є основними залізничними операторами Росії. Інші перевізники мають практично непомітну частку ринку, несуттєву (у порівнянні з РЗ) мережу залізниць(у ряді випадків — ізольовану від мережі залізниць Росії) або зовсім не мають своєї інфраструктури (тільки власний парк вагонів).
Мережа залізниць в північній і східній частинах країни залишається мізерною. З багатьма регіонами досі немає залізничного сполучення, що для такої протяжної країни, як Росія, є стратегічним гальмом та загрозою для економічної безпеки.
У 2008 році Уряд РФ затвердив Стратегію розвитку залізничного транспорту РФ до 2030 року, в якій описаний комплекс заходів з будівництва та модернізації залізниць, модернізації та введення нових стандартів рухомого складу, інфраструктури доріг. Програма розбита на два етапи: 2008-2015 (1-й етап) та 2016-2030 (2-й етап) і містить два сценарії розвитку: мінімальний (орієнтований на ресурсно-сировинний розвиток Росії) та максимальний (інноваційний розвиток). Стратегія, зокрема, передбачає будівництво 5,1 тис. км доріг на 1-му етапі і від 10,8 до 15,5 тис. км (залежно від сценарію) — на другому етапі. Так, до кінця 2015 році повинні бути завершені ділянки Полуночне — Обська — Салехард (856 км), Прохоровка — Журавка — Батайськ (748 км), Кизил — Курагіно (460 км), Томмот — Якутськ (здача правобережної ділянки намічена на 31 грудня 2011 року — укладання «золотої рейки») (включаючи ділянку на лівому березі Лени) (450 + 105 км), Нарин-1 — Лугокан (375 км), Паюта — Бованенково (331 км), Обська — Салехард — Надим — Пангоди (~ 530 км) (з 8 серпня 2011 року розпочато будівництво моста через Надим) та ін.
У випадку реалізації Стратегії загальна протяжність залізниць Росії досягне до 2030 року величини від 102,9 (+18%) до 107,6 (+24%) тис. км. У стратегії підкреслюється роль залізниць в рамках завдань зміцнення економічного суверенітету, національної безпеки та обороноздатності країни, зниження сукупних транспортних витрат економіки. Примітно в цьому зв'язку, що залізничний транспорт — єдиний, для якого була написана та затверджено окрема стратегія, яка діє поряд із затвердженою у 2008 році Транспортною стратегією РФ до 2030 року.
У 2010 році планувалася реалізація спільного проекту Росії, України, Словаччини та Австрії з будівництва залізниці з колією 1520 мм від українського кордону по території Словаччини до Відня. Здійснення цього проекту дозволило б пришвидшити розвиток транспортних зв'язків між Євросоюзом, країнами СНД та Китаєм. Реалізація цього проекту дозволила б пришвидшити розвиток транспортних зв'язків між ЄС, країнами СНД та Китаєм.
На початку 2011 року Уряд РФ продовжив реформу залізничного транспорту до 2015 року. До цього часу, як передбачається, відбудеться консолідація ринку вантажних перевезень в руках 3-4 найбільших перевізників приблизно з рівною часткою ринку. Окрім того, послуги локомотивної тяги будуть частково передані ринковим гравцям локального рівня (локальним перевізникам), які, як передбачається, будуть займатися перевезеннями на окремих ділянках мережі залізниць, у тому числі конкуруючи з РЗ. Крім того, планується переведення відносин між державою і РЗ на т. зв. «Мережевий контракт». Примітно, що цільова модель ринку вантажних залізничних перевезень, представлена Міністерством Транспорту Уряду, була розроблена РЗ спільно з компанією McKinsey.
Запущені і плануються системи електронних квитківтаі кілька нових пасажирських проектів: високошвидкісний рух («Сапсан»), Аероекспрес, міські електрички та використання нового виду рухомого складу — рейкових автобусів.

## Технічні стандарти
У Росії як основний стандарт ширини залізничної колії прийнята ширина 1520 мм. На острові Сахалін в силу історичних причин ширина колії становить 1067 мм. РЗ планує до кінця 2015 року перешити частину (850 км) місцевих залізниць на загальноросійський стандарт.
Стандартна довжина рейок — 12.5 і 25 метрів. Поширення набули також безстикові («оксамитові») колії, відстань між стиками на яких істотно перевищує стандарт. У зв'язку з розвитком в Росії високошвидкісного та швидкісного руху протяжність «оксамитових» колій буде збільшуватися.
На перегонах з двома головними коліями, як правило, використовується правосторонній рух. Єдиним винятком є ділянка Москва-Турлатово Рязанського напрямку Московської залізниці, що пояснюється історією її проектування та будівництва (для виконання робіт були залучені англійські інженери).
Електроживлення (на електрифікованих залізницях) проводиться через контактну мережу, в якій використовується постійний електричний струм номінальною напругою 3 кВ або змінний однофазний струм промислової частоти напругою 25 кВ.
Залежно від значення в загальній мережі залізниць, а також характеру, розмірів і темпів зростання перевезень, залізничні лінії поділяються за нормами проектування на 6 категорій.

## Економічні показники
Показники залізничного транспорту загального користування РРФСР і РФ:
|                                                 | 1970 | 1980 | 1990 | 1995 | 2000 | 2005 | 2010 | 2013 |
| ----------------------------------------------- | ---- | ---- | ---- | ---- | ---- | ---- | ---- | ---- |
| Довжина колій загального користування тис. км   | 78   | 83   | 87   | 87   | 86   | 85   | 86   | 86   |
| З них електрифікованих тис. км                  | 24   | 31   | 37   | 39   | 41   | 43   | 43   | 43   |
| Довжина колій незагального користування тис. км | 58   | 66   | 73   | 64   | 53   | …    | 38   | 34   |
| Перевезено вантажу млрд т                       | 1,65 | 2,05 | 2,14 | 1,03 | 1,05 | 1,27 | 1,31 | 1,38 |
| Вантажообіг трлн т×км                           | 1,67 | 2,32 | 2,52 | 1,21 | 1,37 | 1,86 | 2,01 | 2,20 |
| Перевезено пасажирів млрд                       | 2,50 | 2,97 | 3,14 | 1,83 | 1,42 | 1,34 | 0,95 | 1,08 |
| Пасажирообіг млрд пасажирів/км                  | 191  | 227  | 274  | 192  | 167  | 172  | 139  | 139  |

## Рухомий склад
Станом на даний час на залізницях Росії переважно експлуатуються локомотиви, вагони та спецтехніка, випущені в СРСР, НДР і ЧССР. Виробництво нової техніки контролюється приватними Трансмашхолдингом, групами компаній Сінара і ІСТ (ТВСЗ), а також державним Уралвагонзаводом. У 2009 році на маршруті Москва — Санкт-Петербург розпочато експлуатацію швидкісних потягів виробництва Siemens, в 2010 році були придбані потяги іншого іноземного виробника — Alstom — для експлуатації на маршруті Санкт-Петербург — Гельсінкі.

## Оператори залізниць
Залізниці Росії експлуатуються[коли?] трьома групами гравців. До першої групи входять компанії холдингу ВАТ «Російські залізниці». Друга група — це незалежні або умовно незалежні від ВАТ «РЗ» оператори, які володіють як власною інфраструктурою (залізничні колії, сигнальна апаратура і т. д.), так і парком вагонів. Третя група складається з компаній, що володіють тільки рухомим складом.

### ВАТ «РЗ» та дочірні компанії
ВАТ «Російські залізниці» створено в 2003 році і є найбільшою залізничною компанією в Росії.
До складу ВАТ «РЗ» входять 16 залізниць — філій компанії. Крім того, до групи ВАТ «РЗ» входить ряд дочірніх компаній:
- ВАТ «Федеральна пасажирська компанія»
- ВАТ «Перша вантажна компанія» (до листопада 2011 року)[16]
- ВАТ «Друга вантажна компанія»
- ВАТ «Трансконтейнер»
- ВАТ «РЗ Логістика»
- ТОВ «Аероекспрес» та інші.

Приміські пасажирські перевезення в ряді регіонів здійснюються приміськими пасажирськими компаніями, створеними РЗ спільно з суб'єктами федерації.

### Інші перевізники, які володіють інфраструктурою
- ВАТ «АК» «Залізниці Якутії» (50% в капіталі належить ВАТ «РЗ», 50% — уряду Якутії та іншим особам)
- ВАТ «Ямальська залізнична компанія»
- ВАТ «Норильська гірнича компанія»
- ВАТ «Золота ланка»
- ТОВ «Газпромтранс»
- Державне унітарне підприємство Республіки Крим «Кримська залізниця»

Залізничні колії, що належать зазначеним компаніям, як правило знаходяться у віддалених районах країни, а деякі з них зовсім ізольовані від федеральної мережі РЗ. Зазначені залізниці в основному використовуються для локальних вантажних перевезень, що і пояснює той факт, що переважно такі дороги належать сировинним групам.

### Інші оператори, які не володіють інфраструктурою
Протягом 2000-х років багато компаній (у тому числі і спеціально створені «дочки» сировинних груп) отримали ліцензії на здійснення залізничних перевезень. Приватні (незалежні) оператори експлуатують власний парк вагонів, при цьому використовуючи інфраструктуру та послуги локомотивної тяги ВАТ «РЗ». На ряді маршрутів компанії працюють власними локомотивами.
Серед приватних операторів такі компанії, як «Незалежна транспортна компанія», «Далекосхідна транспортна група» (ДСТГ), група Globaltrans (до складу якої входять «Нова перевізна компанія» та"БалтТрансСервіс"), «Євросиб», фірма «Трансгарант» (що належить групі «FESCO»), «НафтоТрансСервіс», «Трансойл», «ХК» Новотранс "", «Газпромтранс» та ін. Навесні 2008 року група Globaltrans першої із залізничних компаній, що працюють на російському ринку, провела IPO, розмістивши свої акції на Лондонській фондовій біржі. З певною часткою умовності до приватних операторів можна також віднести ВАТ «Перша вантажна компанія», участь у капіталі якої групи «РЗ» скоротилася в жовтні 2011року до 25%.

## Нетарифне регулювання і контроль на ринку залізничних перевезень
Державне регулювання ринку залізничних перевезень здійснює Міністерство транспорту Російської Федерації та створене при ньому Федеральне агентство залізничного транспорту (Росзалгляд). Нагляд за залізничним транспортом здійснює окреме управління (Держзалнагляд) Федеральної служби з нагляду у сфері транспорту.[джерело?]

## Конкуренція і тарифне регулювання на ринку залізничних перевезень та залізничних активів
До теперішнього часу в рамках демонополізіцації ринку вантажних і пасажирських перевезень створено кілька операторів: ВАТ «Перша вантажна компанія» (створено в 2007 році), ВАТ «Друга вантажна компанія» (створено в 2010 році), ВАТ «Трансконтейнер», ЗАТ «ТрансКласСервіс» та ін. Контроль в названих компаніях, за винятком ВАТ «ПВК», поки зберігається за РЗ, проте група неодноразово заявляла про свій намір продати (або скоротити) ці участі.
На ринку далеких пасажирських перевезень послуги надаються ВАТ «РЗ», її дочірнім товариством «Федеральна пасажирська компанія» (створена у 2010 році) і ЗАТ «ТрансКлассСервіс» (створене у 2006 році)
На ринку приміських пасажирських перевезень діють приміські пасажирські компанії, контрольовані та керовані спільно РЗ та регіональними органами влади. Приміські пасажирські компанії були створені за територіальним принципом: вони обслуговують перевезення на закріпленій за ними території, на якій є монополістами перевезень такого виду. Сенс передачі частини контролю регіональним властям полягав у їх залученні в економіку приміських залізничних перевезень з метою встановлення більш відповідальних тарифів
В силу низької конкуренції на ринку вантажних перевезень та її фактичної відсутності на ринку пасажирських перевезень ціноутворення (тарифи) перевезень регулюються на федеральному рівні Федеральною службою по тарифах. Тарифи на приміські перевезення регулюються на рівні суб'єктів Російської Федерації, маючи на увазі досягнення балансу між регіональними соціальними інтересами і беззбитковістю перевезень.
До останнього часу російський ринок рухомого складу мав конфігурацію монопсонії: на ньому домінував один великий покупець (РЗ). У 2007 році ВАТ «РЗ» придбало непрямий контроль над 25% в капіталі ЗАТ «Трансмашхолдинг», одного з найбільших постачальників парку локомотивів, вагонів та спецтехніки для РЗ.

## Залізниця і годинні зони
Зміщення місцевого часу від московського часу у зоні проходження залізниці:
| Назва залізниці                                                                                 | Місто-управління                                                                            | Примітка | Зміщення  |
| ----------------------------------------------------------------------------------------------- | ------------------------------------------------------------------------------------------- | --- | --------- |
| Калінінградська                                                                                 | Калінінград                                                                                 | | -1 година |
| Жовтнева Московська Горьківська Північна Північно-Кавказька Кримська Південно-Східна Приволзька | Санкт-Петербург Москва Нижній Новгород Ярославль Ростов-на-Дону Сімферополь Воронеж Саратов | Горьківська, за виключенням ділянок: - Яр (вкл) Горьк-Пібаньшур Горьк-Чепца Сверд (+1 година) - Яр Горьк Лісна Горьк (+1 година) - Пібаньшур Горьк-Ижевск (вкл) (+1 година) - Амзя Горьк-Красноуфимськ Горьк-Дружиніно Сверд (+2 години) Північна, за виключенням ділянок: - Полярний Урал — Лабитнанги (+2 години) | 0 годин   |
| Куйбишевська                                                                                    | Самара                                                                                      | за виключенням ділянок: - Реп'євка (вкл) Кбш-Пенза 1 Кбш-Ряжск 2 Моск (московський час) - Рачейка (искл) Кбш-Рузаєвка Кбш-Кустарівка Моск (московський час) - Молвіно (вкл) Кбш-Ульяновк Центр. Кбш-Цільна Кбш (вкл) (московський час) - Інза (вкл) — Ульяновск Центр — Бугульма — Ісметово (искл) (московський час) - Красный Узел Горьк — Пенза 1 Кбш — Кривозеровка Кбш (вкл) (московський час) - Бугуруслан — Уфа — Кропачево Ю-Ур (+2 години) - Уфа — Мурапталово (+2 години) - Уфа — Ісметово (вкл) (+2 години) - Черніковська — Загородська (+2 години) | +1 година |
| Свердловська Південно-Уральська                                                                 | Єкатеринбург Челябінськ                                                                     | Свердловська, за виключенням ділянок: - Чепца — Кузьма (+1 години) - Мангут Сверд — Називаєвська ЗСиб (+3 години) Південно-Уральська, за виключенням ділянок: - Неприк Ю-Ур — Кінель Кбш (+1 година) - Кондратовка У-Юр — Ісилькуль ЗСиб (+3 години) - Нов. Камелик — Большеірзгизька (+1 година) | +2 години |
| Західно-Сибірська                                                                               | Новосибірськ                                                                                | за виключенням ділянок: - Маріїнськ Красн-Тайга ЗСиб-Таскаєво — ЗСиб (вкл) (+4 години) - Юрга (1, 2) — Топкі — Проектна — Артышта — Новокузнецк (вкл) (+4 години) - Мєждурєчєнськ — Новокузнєцк (вкл) (+4 години) - Тайга (вкл) — Сураново (вкл) (+4 години) - Топкі — Кемерово — Анжерська (+4 години) | +3 години |
| Красноярська                                                                                    | Красноярськ                                                                                 | за виключенням ділянок: - Кварцит Красн-Тайшет ВСиб (+5 годин) | +4 години |
| Східно-Сибірська Забайкальська                                                                  | Іркутськ Чита                                                                               | Забайкальська, за виключенням ділянок: - Єрофєй Павлович Заб (вкл) — Сковородіно Заб — Бєлогорськ 1 Заб — Архара Двост (+6 годин) - Бєлогорськ 1 — Благовєщєнськ (+6 годин) | +5 годин  |
| Якутська                                                                                        | Алдан                                                                                       | | +6 годин  |
| Далекосхідна                                                                                    | Хабаровськ                                                                                  | за виключенням ділянок: - Облуч'є — Архара (+6 годин) | +7 годин  |

## Залізничні зв'язки з сусідніми країнами
Фінляндія — за ділянками:
- Жовтнева залізниця:

- Виборг — Вайніккала — однакова колія, розрив у напрузі, 3 КВт — 25 КВт, 50 Гц (нейтральна вставка на кордоні, працюють двосистемні :* :* електровози)
- Куулоярві — Алакуртті — однакова колія, електрифікація відсутня
- Кууму — Ківіярві — однакова колія, електрифікація відсутня
- Тіккала — Маткаселькя — однакова колія, електрифікація відсутня

 Естонія — за ділянками:
- Жовтнева залізниця:

- Івангород — Нарва — однакова колія, електрифікація відсутня
- Печори — Орава / Піуза — однакова колія, електрифікація відсутня

 Латвія — за ділянками:
- Жовтнева залізниця:

- Питалово — Вецумі — прикордонний перехід демонтований у 1990-х рр.
- Питалово — Резекне — однакова колія, електрифікація відсутня

 Литва — за ділянками:
- Калінінградська залізниця:

- Нестєров — Кібартай — однакова колія, електрифікація відсутня
- Совєтськ — Погегяй — однакова колія, електрифікація відсутня

 Польща — за ділянками:
- Калінінградська залізниця:

- Мамоново — Бранево — однакова європейська колія 1435 мм до Південного вокзалу Калінінграда (пряме сполучення з Польщею без перестановки складів відновлено в 1993 році[джерело?]), електрифікація відсутня.
- Багратіонівськ — Бартошице — розрив колії, 1520 мм — 1435 мм, електрифікація відсутня.
- Залізничний — Барцяни — розрив колії, 1520 мм — 1435 мм, електрифікація відсутня.

 Білорусь — за ділянками:
- Жовтнева залізниця:

- Невель — Полоцьк — однакова колія, електрифікація відсутня
- Невель — Вітебськ — однакова колія, електрифікація відсутня

- Московська залізниця:

- Смоленськ — Вітебськ — однакова колія, електрифікація відсутня
- Смоленськ — Орша — однакова колія, електрифікація наявна (змінний струм)
- Рославль — Факел — однакова колія, електрифікація відсутня
- Унеча — Факел — однакова колія, електрифікація відсутня
- Унеча — Гомель — однакова колія, електрифікація відсутня

 Україна — за ділянками:
- Московська залізниця:

- Новозибково — Воронізька — однакова колія, електрифікація відсутня
- Зернове — Хутір-Михайлівський — однакова колія, електрифікація наявна (змінний струм)
- Коренево — Ворожба — однакова колія, електрифікація відсутня

- Південно-Східна залізниця:

- Готня — Суми — однакова колія, електрифікація відсутня
- Готня — Шпаківка — однакова колія, електрифікація відсутня
- Бєлгород — Харків — однакова колія і напруга (постійний струм)
- Нежеголь — Куп'янськ — однакова колія, електрифікація відсутня
- Валуйки — Куп'янськ — однакова колія, електрифікація наявна (змінний струм)
- Уразово — Кондрашевська — однакова колія, електрифікація відсутня

- Північно-Кавказька залізниця:

- Червона Могила — Гуково — однакова колія; з російського боку — електрифікація відсутня, з боку України — постійний струм.
- Успенська — Іловайськ — однакова колія і напруга (змінний струм)

 Абхазія — за ділянками:
- Північно-Кавказька залізниця:

- Дербент — Ялама — однакова колія, електрифікація наявна (постійний струм)

 Казахстан — за ділянками:
- Приволзька залізниця:

- Аксарайська — Атирау — однакова колія, електрифікація відсутня
- Озинки — Уральськ — однакова колія, електрифікація відсутня

- Південно-Уральська залізниця:

- Ілецьк — Актобе — однакова колія, електрифікація відсутня
- Картали — Тобол — однакова колія, електрифікація наявна (змінний струм)
- Троїцьк — Селекційна — однакова колія, електрифікація відсутня
- Курган — Петропавловськ — однакова колія, електрифікація наявна (постійний струм)
- Ісількуль — Петропавловськ — однакова колія, електрифікація наявна (постійний струм)
- Курган — Прісногор'ївка — однакова колія, електрифікація наявна (постійний струм, змінний струм)

- Західно-Сибірська залізниця:

- Іртишське — Карасук — однакова колія, електрифікація наявна (постійний струм)
- Кулунда — Павлодар — однакова колія, електрифікація наявна (змінний струм)
- Локоть — Семей — однакова колія, електрифікація відсутня

 Монголія — за ділянками:
- Східно-Сибірська залізниця:

- Наушки — Сухе-Батор — однакова колія, електрифікація відсутня

- Забайкальська залізниця:

- Соловйовськ — Чулуунхороот — однакова колія, електрифікація відсутня

 Китай — за ділянками:
- Забайкальська залізниця:

- Забайкальск — Маньчжурія — розрив колії — 1520 мм — 1435 мм, електрифікація відсутня

- Далекосхідна залізниця:

- Розсипна Падь — Суйфеньхе — розрив колії — 1520 мм — 1435 мм, електрифікація відсутня
- Камишова — Хуньчунь («Золота ланка») — розрив колії — 1520 мм — 1435 мм, електрифікація відсутня

 КНДР — за ділянками:
- Далекосхідна залізниця:

- Хасан — Туманган — розрив колії — 1520 мм — 1435 мм, електрифікація відсутня. У 2011 році ділянку з колією 1520 мм було продовжено до порту Раджин на території КНДР.

## Цікаві факти
- Підстаканники сучасної форми в металевому окладі з'явилися в російських пасажирських потягах у XIX столітті, з 1889 року, під час перебування Сергія Вітте на посту директора департаменту залізничних справ міністерства фінансів та міністра шляхів сполучення Російської Імперії. Працівники залізниці, провідники і пасажири гідно оцінили переваги нового посуду для чаювання: підстаканники виявилися куди зручніше звичайних склянок та кухлів[17].
- Середня вага вантажного потяга на російських залізницях — 4,5 тис. тонн. Такий склад налічує близько 70 вагонів.
- Найважчий потяг на російських магістралях пройшов у 1988 році. Склад з 700 вагонів з вугіллям з Кузбасу важив майже 47 тис. тонн. Його тягнули 12 локомотивів, розподілених по всьому потягу. Його довжина перевищувала 7 км[18].